# Brookwood
Brookwood is een plaats (town) in de Amerikaanse staat Alabama, en valt bestuurlijk gezien onder Tuscaloosa County.

## Demografie
Bij de volkstelling in 2000 werd het aantal inwoners vastgesteld op 1483.
In 2006 is het aantal inwoners door het United States Census Bureau geschat op 1466, een daling van 17 (-1,1%).

## Geografie
Volgens het United States Census Bureau beslaat de plaats een oppervlakte van
21,2 km², waarvan 21,1 km² land en 0,1 km² water. Brookwood ligt op ongeveer 183 m boven zeeniveau.

## Plaatsen in de nabije omgeving
De onderstaande figuur toont de plaatsen in een straal van 24 km rond Brookwood.